# Paysage de neige dans le Jura, avec chevreuil
Paysage de neige dans le Jura, avec chevreuil est un tableau réalisé par le peintre français Gustave Courbet en 1866. Cette huile sur toile de format horizontal est un paysage qui représente un vallon enneigé dans le massif du Jura, avec dans le fond un chevreuil au repos. Don de Pierre et Denise Lévy en 1976, l'œuvre est conservée au musée d'Art moderne de Troyes, à Troyes, dans l'Aube.